# 모용준
연 열조 경소황제 모용 준(燕 烈祖 景昭皇帝 慕容儁, 319년 ~ 360년, 재위 : 348년 ~ 360년)은 중국 오호십육국 시대 전연의 제2대 황제로, 자는 선영(宣英)이며, 창려군 극성현(棘城縣) 사람이다. 선비식 이름은 하뢰발(賀賴跋, Helaiba)이다.

## 생애
모용준은 319년, 모용황의 차남으로 태어났다. 337년에 모용황이 전연을 건국하고 연왕에 즉위하자 황태자로 책봉되었으며, 348년, 모용황이 죽자 뒤를 이어 연왕에 즉위하였다.
349년, 동진은 모용준을 사지절(使持節)·시중·대도독·독하북제군사(督河北諸軍事)·유·평 2주목(幽·平二州牧)·대장군·대선우·연왕에 임명·책봉하여 정식으로 연왕이 되었다. 같은 해, 후조의 석호가 죽고 후조가 혼란에 빠지자, 모용준은 후조를 정벌하기 위해 준비하여 350년에 출정하였다. 계(薊, 지금의 북경시)를 점령하여 수도를 그곳으로 옮기고 기주를 공격하였다. 당시 후조와 염위가 전쟁 중이었는데, 모용준은 이 전쟁에 개입하여 많은 이득을 취하였다. 351년에 후조가 멸망하고 352년에 염위도 쇠약해지자, 모용준은 모용각을 파견하여 염위의 황제 염민을 격파·포획하고 뒤이어 염위를 멸망시켰다.
화북의 동부 일대를 차지한 모용준은 352년에 황제에 즉위하고, 동진과의 외교 관계를 단절하였다. 그리고 영토 확장에 주력하여 병주·청주·연주·예주·사주 일대를 점령하고 전진·동진과 대립하였다. 357년에는 업으로 천도하였다. 360년 정월에 병사하였다.

## 가계
- 아버지 : 문명제 모용황
- 어머니 : 단(段)왕후
  - 본인 : 경소제 모용준
  - 정실 : 가족혼황후(생몰년 미상)
    - 3남 : 중산왕 → 태자 → 유제 모용위

  - 후궁 : 단(段)소의(생몰년 미상) - 자녀는 없었으며, 384년 ~ 386년경에는 이미 죽고 없었다. 사후 모용수가 후연을 건국하면서 경덕황후(景德皇后)로 추존하였다.
  - 생모 불명의 자녀
    - 1남 : 헌회태자 모용엽(慕容曄, ? ~ 356년) - 적장자. 자는 경선(景先)
    - 2남 : 낙안왕 모용함(慕容咸) → 모용장(慕容臧, 생몰년 미상) - 서장자. 모용위의 서형
    - 4남 : 발해왕 모용량(慕容亮, ? ~ 370년) - 자는 영흥(永興). 370년 숙부 의도왕 모용환(慕容桓)에게 죽임을 당했다.
    - 5남 : 대방왕 → 낙랑도왕 모용온(慕容溫, ? ~ 389년) - 384년 후연에서 낙랑왕에 봉해졌으나, 389년 적료의 부장 고제(故堤)의 계략에 의해 암살당했다.
    - 6남 : 어양왕 모용섭(慕容涉, 생몰년 미상)
    - 7남 : 제북왕 모용홍(慕容泓, ? ~ 384년) - 후에 서연의 군주가 되었다.
    - 8남 : 중산왕 → 위제 모용충(慕容沖, 359년 ~ 386년) - 후에 서연의 군주가 되었다.
    - 아들 : 정양왕 모용연(慕容淵, 생몰년 미상)
    - 딸 : 청하공주 모용씨(357년 ~ ?) - 모용충의 누이로, 370년 전연을 멸망시킨 부견이 특이한 자태를 보고 황비로 맞아들였다.

헌회태자와 중산왕(모용위)·낙안왕 ~ 어양왕은 353년에, 제북왕 ~ 중산왕(모용충)은 359년에 봉해졌다. 이 중, 356년 태자 모용엽이 사망하면서 중산왕 모용위가 그 뒤를 이어 태자가 되었다. 정양왕 모용연은 《자치통감》에만 보이며, 봉작 시기는 알 수 없고 모용준의 아들인지는 직접적으로 명시되지 않았다.
387년경, 서연의 황제 모용영은 자신의 치하에 있던 모용준의 자손들을 남녀를 가리지 않고 전부 몰살시켜 버렸다.

## 모용준이 등장한 작품
- 《근초고왕》, (KBS, 2010년~2011년, 배우 : 정욱)

## 참고 문헌
- 《진서(晉書)》
- 《자치통감(資治通鑑)》
- 《십육국춘추(十六國春秋)》

| 전임 아버지 문명제 모용황 | 제2대 전연의 황제 348년 ~ 360년 | 후임 3남 유제 모용위 |